# Église d'usine d'Inkeroinen
L'église d'usine d'Inkeroinen (en finnois : Inkeroisten tehtaankirkko) est une église en bois située dans le quartier  Inkeroinen de la commune de Kouvola en Finlande,. 

## Description
L’église est construite en 1910 par les Usines de carton d'Inkeroinen (fi) pour leurs employés.
L’église de style Art nouveau est conçue par Birger Federley et elle peut accueillir 800 personnes.